# Америчка хорор прича: Апокалипса
Америчка хорор прича: Апокалипса (енгл. American Horror Story: Apocalypse) је осма сезона америчке FX хорор- антологијске телевизијске серије Америчка хорор прича, чији су творци Рајан Мерфи и Бред Фелчак. Премијера је била 12. септембра 2018. године и завршила се 14. априла 2018. године. Сезона је описана као кросовер између прве и треће сезоне серије. Апокалипса је најављена 12. јануара 2017. године.
Чланови глумачке екипе који се враћају из претходних сезона серије су: Сара Полсон, Еван Питерс, Адина Портер, Били Лурд, Лесли Гросман, Ема Робертс, Шајен Џексон, Кети Бејтс, Били Ајкнер, Ерика Ирвин, Френсис Конрој, Таиса Фармига, Габореј Сидибе, Лили Рејб, Стиви Никс, Дилан Макдермот, Кони Бритон, Џесика Ланг, Наоми Гросман, Мина Сувари, Ленс Редик, Џејми Бруер и Анџела Басет, заједно са новим чланом ког чини Коди Ферн.
Апокалипса је добила позитивне критике критичара, док је многи сматрају побољшањем у односу на претходне сезоне. Први пут у историји серије, Телевизијска академија је 9. априла 2019. године најавила да се сезона неће квалификовати за категорије мини-серије, него уместо тога за драме. Апокалипса је освојила пет номинација, укључујући награду Еми за најбољу гостујућу глумицу у драмској серији за Џесику Ланг.

## Улоге
| Глумац              | Улога                                                  |
| ------------------- | ------------------------------------------------------ |
| Сара Полсон         | Вилхемина Венабл, Корделија Гуд и Били Дин Хауард      |
| Еван Питерс         | г. Галант, Џејмс Патри Марч, Тејт Лангдон и Џеф Фистер |
| Адина Портер        | Дајна Стивенс                                          |
| Били Лурд           | Мелори                                                 |
| Лесли Гросман       | Коко Сен-Пјер Вандербилт                               |
| Коди Ферн           | Мајкл Лангдон                                          |
| Ема Робертс         | Медисон Монтгамери                                     |
| Шајен Џексон        | Џон Хенри Мур                                          |
| Кети Бејтс          | Мириан Мид и Делфина Лалори                            |
| Френсис Конрој      | Миртл Сноу и Мојра О’Хера                              |
| Таиса Фармига       | Зои Бенсон и Вајолет Хармон                            |
| Џоун Колинс         | Иви Галант и Бабл Макги                                |
| Лили Рејб           | Мисти Деј                                              |
| Стиви Никс          | себе                                                   |
| Дилан Макдермот     | др. Бен Хармон                                         |
| Кони Бритон         | Вивијен Хармон                                         |
| Џесика Ланг         | Констанс Лангдон                                       |
| Анџела Басет        | Мери Лаво                                              |
| Били Ајкнер         | Брок и Мат Натлер                                      |
| Кајл Ален           | Тимоти Кембел                                          |
| Џефри Бауер-Чапман  | Андре Стивенс                                          |
| Габореј Сидибе      | Квини                                                  |
| Били Портер         | Бихолд Шабли                                           |
| Ерика Ервин         | Песница                                                |
| Џон Џон Брајонес    | Аријел Августус                                        |
| ДБ Вонг             | Болдвин Пенипакер                                      |
| Карло Рота          | Антон Лавеј                                            |
| Дајна Мејер         | Нора Кембел                                            |
| Тревис Шулдт        | мистер Кембел                                          |
| Џон Гец             | г. Сен-Пјер Вандербилт                                 |
| Чед Џејмс Баханан   | Стју                                                   |
| Шон Блекмор         | агент Задруге                                          |
| Лесли Фера          | агент Задруге                                          |
| Наоми Гросман       | Саманта Крау                                           |
| Мина Сувари         | Елизабет Шорт                                          |
| Сем Кинси           | Бју Лангдон                                            |
| Силија Финклштајн   | Гледис                                                 |
| Ленс Редик          | Папа Легба                                             |
| Џејми Бруер         | Нен                                                    |
| Сандра Берхард      | Хана                                                   |
| Хариет Сенсон Харис | Медлин                                                 |
| Доминк Бургис       | Фил                                                    |
| Марк Иванир         | Николај II Александрович                               |
| Емилија Ерис        | Анастасија Николајевна                                 |
| Иевгени Карташов    | Јаков Јуровски                                         |